# バーモント大学

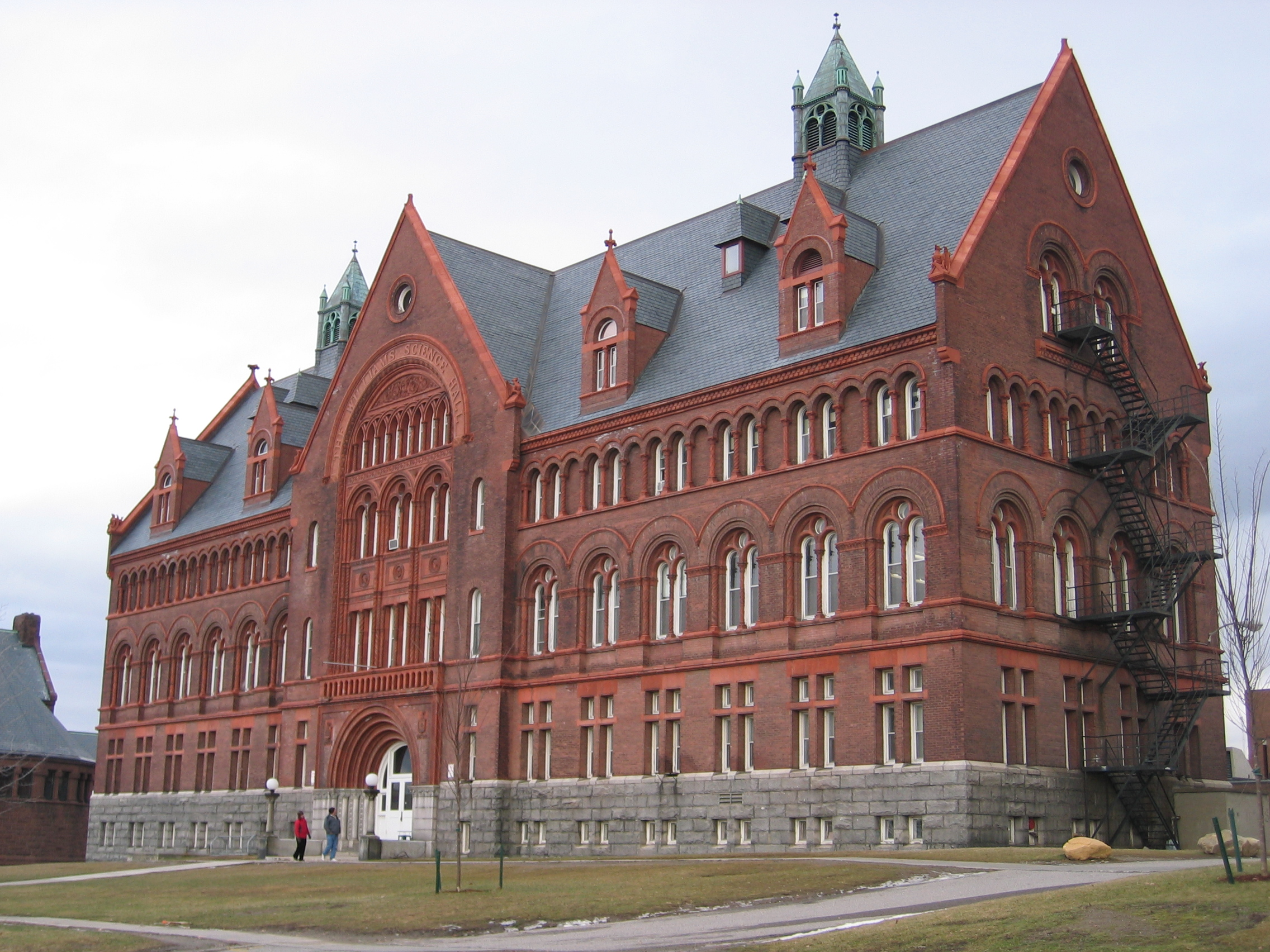
ウィリアムズ・ホール

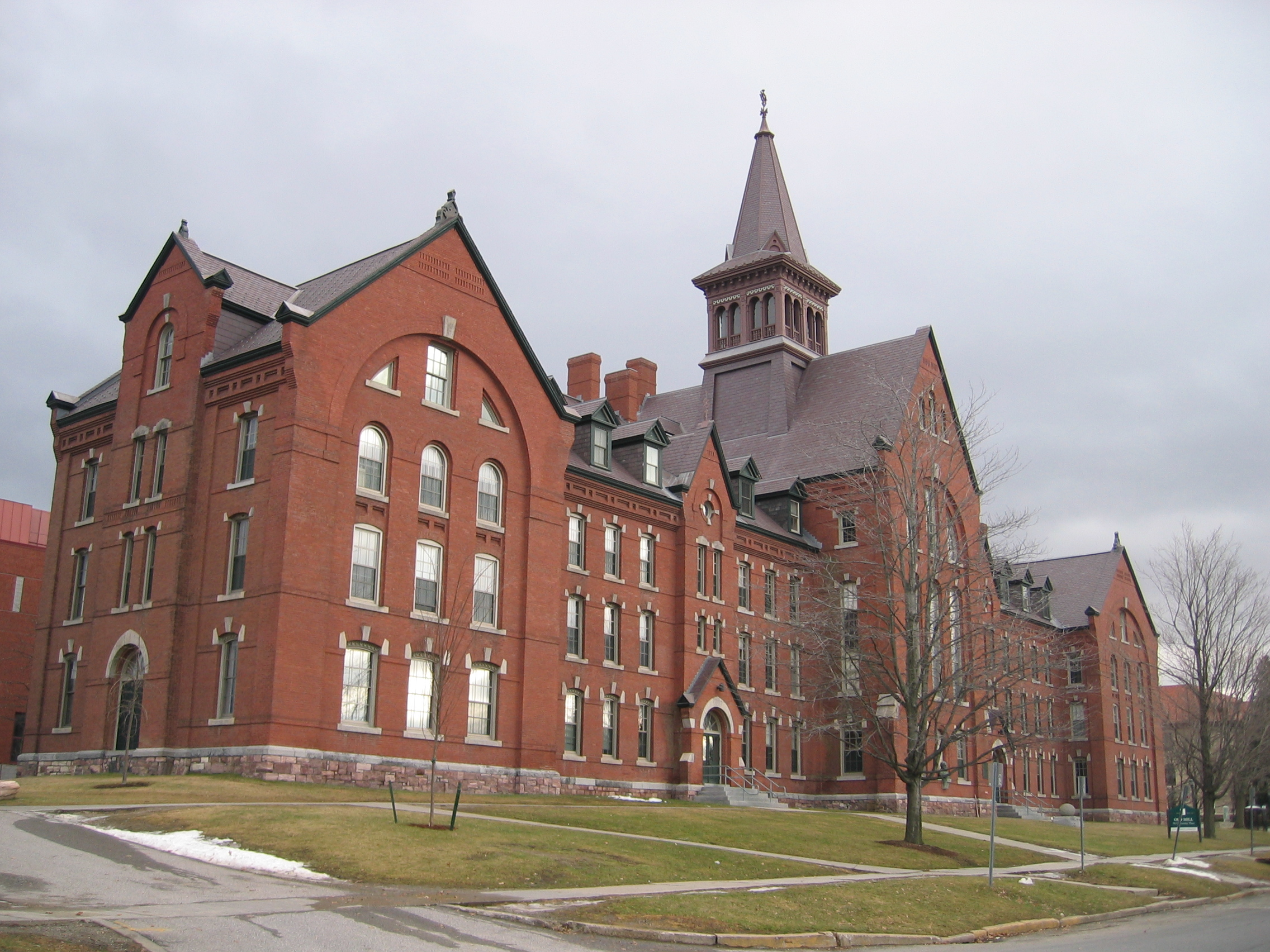
オールド・ミル・ビルディング

バーモント大学（英語: University of Vermont、正式には University of Vermont and State Agricultural College、略称 UVM）は、バーモント州バーリントン市にキャンパスを置く州立大学。ノーベル賞受賞者、ピューリッツァー賞受賞者などを輩出している。

## 概略
1791年に創立され、ニューイングランドでは、5番目に歴史の長い大学である。（ハーバード大学、イェール大学、ダートマス大学、ブラウン大学に次いで）バーモント州最大都市であるバーリントン市に位置する。バーモントがラテン語で「緑豊かな山」という意味を持つ通り、キャンパスは周辺にはシャンプラン湖やアディロンダックとグリーン山脈があり、非常に緑に囲まれた大学である。学生数は約12.000人で、州立大学の中では小規模だが、幅広い学科を備えている。そのため、リベラル・アーツ・カレッジのような雰囲気を味わうことが出来る。200年以上の歴史を持つ建築物も多く、米国歴史遺産登録のリストに掲載されている建物も少なくない。フィスキーの著書「Best Buys in College Education」では、同大学は10大学園都市に挙げられている。

## 学業
バーモント大学は1791創立の伝統ある中規模州立大学で、パブリック・アイビーと称される名門である。７つの学部、すなわち、文理学部、経営学部、理数学部、農学部、教育学部、看護学部、環境学部からなりたっている。100以上の専攻と50の修士課程、22の博士課程がある。
主なランキング
|                             | 2017 |
| --------------------------- | ---- |
| USニューズ&ワールドレポート | 92位 |

## 日本との協定校
- 青山学院大学
- 立教大学

## 出身者
- ジョン・デューイ - 教育学者・哲学者
- ジョディ・ウィリアムズ - 平和活動家、ノーベル平和賞受賞者
- E・アニー・プルー - 小説家、ピューリッツァー賞受賞者
- ロバート・ギルピン - 国際政治経済学者、プリンストン大学教授
- en:Madeleine M. Kunin - 第77代バーモント州知事
- en:Consuelo N. Bailey - 弁護士、バーモント最高裁判所初の女性判事
- ポール・ハリス - 弁護士、国際ロータリー創始者
- ベス・ハイデン - 女子スピードスケート & 自転車競技選手
- 福田敬二－ WHO事務局長補、医師
- 根本正－ 幕末の水戸藩士、明治・大正時代の衆議院議員
- 山根敏子 - 日本人女性初の外交官
- メアリ・ノリス - 作家、校正者